# Forte de Santo António (Velas)
O Forte de Santo António localizava-se na freguesia das Velas, concelho de mesmo nome, na costa sul da ilha de São Jorge, nos Açores.
Em posição dominante sobre a baía das Velas, constituiu-se em uma fortificação destinada à defesa deste ancoradouro contra os ataques de piratas e corsários, outrora frequentes nesta região do oceano Atlântico.

## História
Foi erguido no contexto da Dinastia Filipina, como reduto integrante da fortificação do cais principal das Velas. A sua traça dever-se-á ao capitão Marcos Fernandes de Teive oficial que, por ordem régia, visitou todas as ilhas do arquipélago na Primavera e Verão de 1618 para projetar e ativar todas as fortificações necessárias, assim como para reorganizar as milícias.
No contexto da Guerra da Sucessão Espanhola (1702-1714) terá sido insuficiente defesa quando do assalto do corsário francês René Duguay-Trouin em 20 de setembro de 1708. Na ocasião, uma força de 200 homens desembarcou e invadiu a vila das Velas onde, diante da deserção dos moradores, reabasteceu-se dos víveres de que necessitava.
Encontra-se referido como "O Reduto de Santo António sobre o Porto." na relação "Fortificações nos Açores existentes em 1710".
A estrutura não chegou até aos nossos dias.